# Agriotypus succinctus
Agriotypus succinctus là một loài tò vò trong họ Ichneumonidae.